# Nùng chinois
Les Nùng chinois (en vietnamien : Hoa Nùng ; chinois : 華農) sont une population vietnamienne d'origine chinoise.

## Origine
Les Nùng sont des Hakkas (Hans du sud de la Chine), arrivés dans la région de Móng Cái au XIXe siècle. L’appellation Nùng, également portée par les Nùng Thai, aurait été donnée par les Français après la conquête du Tonkin en 1885 pour éviter tout lien avec la Chine. Ils ne considèrent pas comme Ngái même si certaines études les classent comme tels.

## Historique
En 1947, le territoire autonome Nung est créé par Voong A Sang avec le soutien français. Après les accords de Genève en 1954, beaucoup de Nùng émigrent vers le Sud-Viêt Nam. Après la chute de Saïgon 1975, ils émigrent à nouveau, notamment vers Hong Kong.